# 南蛮漬け

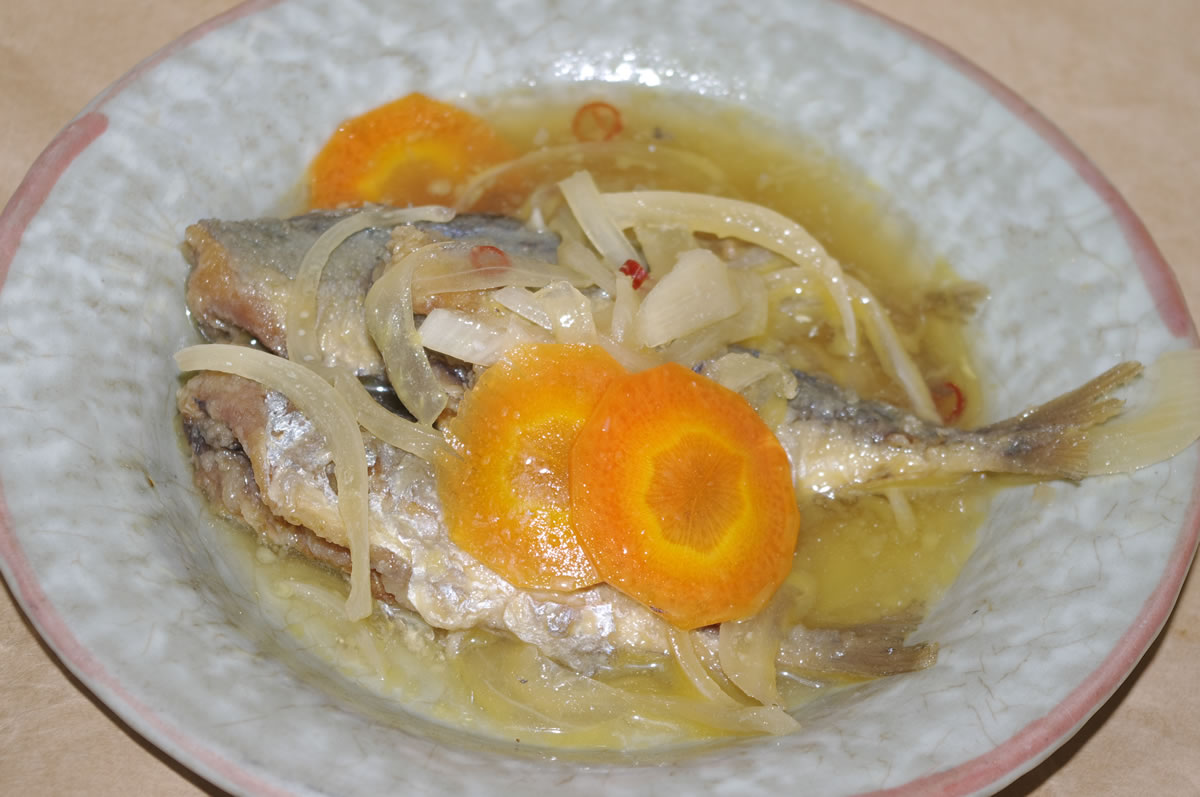
アジの南蛮漬け

南蛮漬け（なんばんづけ）は、肉や魚の唐揚げにネギや唐辛子の入った甘酢を絡めた料理。主に鶏肉、豆アジ、わかさぎ、シシャモなどが使われる。比較的長く保存することができるため保存食に向いており、長く漬け込めば骨まで食べられる。

## 由来
室町時代から江戸時代にかけてスペインやポルトガルなどの国々は「南蛮」と呼ばれた。南蛮諸国には「エスカベシュ」という料理があり、これは揚げた小魚を酢漬けにしたタパスである。これが南蛮貿易によって九州地方に伝わり全国に広まったものと思われる。南蛮からやってきた料理ということで「南蛮漬け」との名がつけられた。